# إعادة التعصيب الموجهة
إعادة التعصيب الموجهة هي إعادة التنشيط المستهدف لمبتوري الأطراف التحكم في الأجهزة الاصطناعية الآلية واستعادة ردود الفعل الحسية. تم تطوير هذه الطريقة من قبل الدكتور تود كويكن في جامعة نورث وسترن ومعهد إعادة التأهيل في شيكاغو والدكتور جريجوري دومانيان في قسم جراحة التجميل في جامعة نورث وسترن.

## ملخص
تشمل عملية إعادة التنشيط المستهدفة عنصرًا صادرًا وآخر واردًا. تُعد إعادة تعصيب العضلات المستهدفة تقنية تُستخدم لنزع العصب عن عضلة احتياطية (العضلة المستهدفة) لدى المرضى المبتورين، وذلك عن طريق قطع الأعصاب الأصلية لهذه العضلة و/أو إلغاء تنشيطها، ثم إعادة ربطها بالأعصاب المتبقية من الطرف المبتور. بعد ذلك، تعكس إشارات تخطيط كهربية العضلات الناتجة عن العضلة المستهدفة الأوامر الحركية للطرف المفقود، وتُستخدم هذه الإشارات لتشغيل جهاز اصطناعي ذكي.
إعادة التنشيط الحسي المستهدف هي تقنية يتم فيها نزع العصب عن الجلد الموجود بالقرب من العضلة المستهدفة أو فوقها، ثم إعادة تعصيب هذا الجلد باستخدام الألياف العصبية الواردة من الأعصاب اليدوية المتبقية. ونتيجة لذلك، عندما يتم لمس هذه المنطقة من الجلد، يشعر الشخص المبتور بإحساس يشبه لمس الذراع أو اليد المفقودة.

## تحفيز
هناك عدة طرق تسعى إلى تحقيق التحكم المتقدم في الأطراف الاصطناعية العصبية الحركية. تسجل الغرسات الدماغية المزمنة الإشارات العصبية من القشرة الحركية، في حين تحصل طرق مثل تخطيط كهربية الدماغ والتصوير بالرنين المغناطيسي الوظيفي على الأوامر الحركية بطريقة غير جراحية. يتم فك تشفير الإشارات المسجلة إلى إشارات كهربائية، وإدخالها إلى الأجهزة المساعدة أو الأطراف الاصطناعية الآلية. تستخدم الأطراف الصناعية الكهربائية العضلية التقليدية إشارات تخطيط كهربية العضلات السطحية من بقايا الطرف المبتور. على سبيل المثال، قد يقوم المريض بثني عضلة الكتف من أجل توليد إشارات تخطيط كهربية العضلات التي يمكن استخدامها لإرسال أمر "ثني الكوع" إلى الطرف الاصطناعي. ومع ذلك، هناك عيوب في كل هذه الأساليب. تفشل الغرسات المزمنة بمرور الوقت لأن الإشارة العصبية تتدهور بسبب استجابة الأنسجة المناعية للأجسام الغريبة. لا يحصل تخطيط كهربية الدماغ والتصوير بالرنين المغناطيسي الوظيفي على إشارات قوية مثل زراعة الأقطاب الكهربائية المباشرة. إن الأطراف الصناعية الكهربائية التقليدية غير قادرة على توفير إشارات تحكم متعددة في وقت واحد، وبالتالي لا يمكن تنفيذ سوى إجراء واحد في كل مرة. كما أنها غير طبيعية الاستخدام لأن المستخدمين يجب أن يستخدموا عضلات (مثل الكتف) لا تشارك عادة في وظائف الجزء السفلي من الذراع للتحكم في وظائف الجزء السفلي من الذراع (مثل فتح وإغلاق اليدين). قد يتضمن حل هذه المشاكل مفهومًا مختلفًا تمامًا للواجهة العصبية.

## المزايا
لا تتطلب عملية إعادة العصب المستهدفة استخدام أي غرسات، مما يجعلها خالية من مشكلات استجابة الأنسجة للأجسام الغريبة، كما يحدث في تقنيات زراعة الدماغ المزمنة. تعمل العضلة المستهدفة كمضخم طبيعي للإشارات العصبية الناتجة عن الأعصاب المتبقية، وهو ما يميز هذه التقنية عن أساليب مثل تخطيط كهربية الدماغ أو التصوير بالرنين المغناطيسي الوظيفي التي تعتمد على إشارات أضعف.
تتيح إعادة التنشيط المستهدف إنتاج إشارات تخطيط كهربية العضلات متعددة ومستقلة، مما يسمح بالتحكم المتزامن في عدة وظائف للطرف الاصطناعي. على سبيل المثال، يمكن للمريض أداء حركات معقدة مثل رمي الكرة بدقة نسبية، مع التحكم في الكوع واليد في آنٍ واحد.
يتميز التحكم في الطرف الاصطناعي المستند إلى هذه التقنية بالسهولة والبداهة بالنسبة للمريض، حيث يتم توليد إشارات تخطيط كهربية العضلات بواسطة الأعصاب المنقولة في الأطراف المتبقية. هذا على عكس الأطراف الاصطناعية الكهربائية التقليدية، التي تتطلب إشارات من عضلات لا تُستخدم عادةً في وظائف الذراع أو الرسغ.
علاوة على ذلك، يمكن استخدام الأطراف الاصطناعية الكهربائية المتوفرة تجاريًا، مثل المعصم والمرفق الكهربائيين، دون الحاجة إلى تطوير أطراف اصطناعية مخصصة لإعادة العصب المستهدف. بالإضافة إلى التحكم الحركي، توفر هذه التقنية ميزة إضافية تتمثل في ردود الفعل الحسية عبر الأعصاب المنقولة، وهو أمر لم يتحقق بأي نوع آخر من الأطراف الاصطناعية المذكورة أعلاه.

## طُرقه

#### إعادة تنشيط العضلات المستهدفة
الهدف من إعادة تنشيط العضلات المستهدفة هو نقل أعصاب متعددة إلى مناطق منفصلة من العضلة المستهدفة، وتسجيل إشارات متعددة ومستقلة من مناطق العضلات، واستخدام إشارات تخطيط كهربية العضلات للتحكم في طرف اصطناعي متطور بما يكفي لمعالجة إشارات تحكم متعددة.

#### إجراء جراحي
نشأ متطلب زرع أعصاب متعددة في منطقة عضلية من فرضية مفادها أن إعادة التعصيب المفرطة، والتي يتم من خلالها نقل كمية زائدة من الخلايا العصبية الحركية إلى العضلة، يمكن أن تزيد من إعادة تعصيب ألياف العضلات وبالتالي تحسين تعافي العضلات المشلولة. تم اختبار الفرضية على العضلات الهيكلية للفئران وأشارت النتيجة إلى أن العضلات التي تم إعادة تنشيطها بشكل مفرط استعادت المزيد من كتلة العضلات والقوة وتم تكوين عدد أكبر من الوحدات الحركية.
كان المريض الأول الذي خضع للجراحة هو مريض مصاب ببتر مفصل الكتف الثنائي. تم بتر كلا الذراعين بالكامل عند مستوى الكتف، ولم يتبق سوى لوحي الكتف. تم اختيار عضلات الصدر كأهداف لأنها كانت قريبة من الكتف، وكانت أيضًا غير وظيفية بيولوجيًا بسبب انفصالها عن الذراع المبتورة. تم أولاً إزالة الأعصاب من عضلات الصدر عن طريق قطع الأعصاب الأصلية التي تغذيها. تم ربط الأطراف القريبة للأعصاب الأصلية لمنعها من إعادة تغذية العضلة الصدرية. ثم تم نقل الأعصاب الذراعية المتبقية ( الضفيرة العضدية ) إلى عضلات الصدر. تم نقل العصب الجلدي العضلي إلى الرأس الترقوي للعضلة الصدرية الكبرى ؛ وتم نقل العصب المتوسط إلى القص العلوي للعضلة الصدرية الكبرى؛ وتم نقل العصب الكعبري إلى الرأس القصي السفلي للعضلة الصدرية الكبرى. تم نقل العضلة الصدرية الصغيرة من أسفل العضلة الصدرية الكبرى إلى جدار الصدر الجانبي، بحيث لا تتداخل إشارات تخطيط كهربية العضلات الخاصة بها مع إشارات العضلة الصدرية الكبرى، وهي أيضًا هدف عضلي رابع. تم بعد ذلك نقل العصب الزندي إلى العضلة الصدرية الصغيرة المتحركة. تم خياطة الأعصاب الجلدية العضلية، والوسيطة، والكعبرية، والزندية ( الضفيرة العضدية ) على الأطراف البعيدة لحزم الأعصاب العضلية الصدرية الأصلية وعلى العضلة نفسها. تم إزالة الدهون الموجودة تحت الجلد فوق العضلة الصدرية حتى يمكن وضع الأقطاب الكهربائية بالقرب من العضلة قدر الإمكان للحصول على إشارات تخطيط كهربية العضلات المثالية.

#### التدريب بعد الجراحة
بعد حوالي 3 أشهر من الجراحة، أصيب المريض بأول ارتعاش في عضلة الصدر عندما حاول ثني مرفقه الوهمي. بعد خمسة أشهر من إجراء الجراحة، أصبح قادرًا على تقليص أربع مناطق من العضلة الصدرية الكبرى من خلال محاولة القيام بحركات مختلفة. على سبيل المثال، عندما حاول المريض ثني مرفقه، انقبضت منطقة العضلات الموجودة أسفل الترقوة بقوة. كان هذا مؤشراً على نجاح نقل العصب الجلدي العضلي لأن العصب الجلدي العضلي يعصب العضلة ذات الرأسين. وتم بعد ذلك إخضاع المريض لجلسة تدريب وجلسة اختبار. أثناء جلسة التدريب، كان المريض يجلس في وضع مستقيم وتم عرض كل حركة من الحركات الطبيعية الـ 27 (مثل تقريب / اختطاف الكتف، فتح/إغلاق اليد، ثني /تمديد الكوع وما إلى ذلك) على مقطع فيديو. بعد كل عرض توضيحي، تابع المريض الحركة 10 مرات، وبذل قوة معتدلة، واستمر لمدة 2.5 ثانية. تم منح المريض 5 ثوانٍ من الراحة بعد كل محاولة. أثناء جلسة الاختبار، قام المريض بأداء 5 مجموعات من 27 حركة بترتيب عشوائي. تم عرض مقطع فيديو له أولاً لحركة ما، ثم طُلب منه متابعة مقطع الفيديو المتكرر لنفس الحركة في نفس الوقت بعد ثانيتين.

#### تسجيل ومعالجة تخطيط كهربية العضلات
تم استخدام نظام BioSemi Active II (من إنتاج BioSemi، أمستردام، هولندا) ومجموعة أقطاب كهربائية مكونة من 127 قناة لتسجيل إشارات تخطيط كهربية العضلات أحادية القطب أثناء محاولة المريض القيام بحركات أثناء جلسات التدريب والاختبار. تم استخدام مائة وخمسة عشر قطبًا لتسجيل تخطيط كهربية العضلات من العضلة الصدرية؛ وتم استخدام قطبين لتسجيل كل من العضلة الدالية، والعضلة الظهرية العريضة، والعضلة فوق الشوكية، والعضلة شبه المنحرفة العلوية، والعضلة شبه المنحرفة الوسطى، والعضلة شبه المنحرفة السفلية. تم وضع الأقطاب الكهربائية على مسافة 15 ملم من بعضها البعض لإزالة الأثر الناتج عن حركة الجسم، تم تصفية إشارات تخطيط كهربية العضلات مبدئيًا باستخدام مرشح تمرير عالي من الدرجة الخامسة من نوع باترورث تم ضبطه على 5هرتز.
كان الملوث الرئيسي لإشارة تخطيط كهربية العضلات هو قطعة أثرية تخطيط كهربية القلب. لإزالة ضوضاء تخطيط كهربية القلب، تم إنشاء قالب تخطيط كهربية القلب من خلال حساب متوسط مجمعات تخطيط كهربية القلب المسجلة عند استرخاء العضلات. تم استخدام الوقت بين كل مجمع تخطيط كهربية القلب لحساب فترة زمنية تمثيلية بين النبضات. تم حساب اكتشاف طفرات تخطيط كهربية القلب من الارتباطات بين تخطيط كهربية القلب وقالب تخطيط كهربية القلب. تم تحديد عتبة بحيث يتم وضع علامة على الإشارات التي تتجاوز العتبة على أنها طفرات محتملة في تخطيط كهربية القلب. تمت بعد ذلك مقارنة الفواصل الزمنية بين النبضات المحتملة بالفاصل الزمني التمثيلي بين النبضات المحسوب مسبقًا لتحديد ما إذا كان سيتم قبول النبضات المحتملة كآثار تخطيط كهربية القلب.
تتمثل إحدى المهام الرئيسية لمعالجة إشارات تخطيط كهربية العضلات في إزالة التداخل من العضلات الأخرى. أولاً، يتم تحديد مواضع الأقطاب الكهربائية والمسافة بينها تجريبياً للحصول على أقوى تخطيط كهربية العضلات وبالتالي أقل قدر من التداخل. يساعد تحديد عتبة أعلى من الضوضاء الخلفية والتداخل الصوتي من العضلات الأخرى أيضًا على التخلص من التداخل الصوتي. يساعد حجم العضلات الأصغر والدهون الموجودة تحت الجلد على تسهيل التفاعل المتبادل. مع وجود مستوى أدنى من الدهون تحت الجلد أقل من 3 مم، من المتوقع أن يكون التداخل ضئيلاً في مساحة 2-3 مم. سم القطر.

#### المكونات الاصطناعية
بعد الجراحة، تم تزويد المريض بطرف اصطناعي يعمل بالطاقة الجسدية قبل الجراحة على الجانب الأيمن، وطرف اصطناعي كهربائي عضلي تجريبي يتكون من جهاز طرفي Griefer، ومدور معصم كهربائي، وذراع رقمية Boston، ومفصل كتف LTI-Collier على الجانب الأيسر. تم اختيار ثلاث أقوى إشارات تخطيط كهربية العضلات من عمليات نقل الأعصاب الناجحة: العصب الجلدي العضلي، والعصب المتوسط، والعصب الكعبري. تم استخدام تخطيط كهربية العضلات الناتج عن تقلص العضلات التي يحركها العصب المتوسط للتحكم في حركة إغلاق اليد؛ وتم استخدام تخطيط كهربية العضلات من العصب الجلدي العضلي للتحكم في ثني الكوع؛ وتم استخدام تخطيط كهربية العضلات من العصب الكعبري للتحكم في دوران المعصم وانثناءه.
تمت مقارنة أداء هذين الطرفين الصناعيين باختبار الصندوق والكتل، حيث سُمح للمريض بمدة دقيقتين لتحريك مكعبات بحجم بوصة واحدة من صندوق إلى آخر، فوق جدار قصير. تم تحديد النتيجة من خلال العدد الإجمالي للكتل المنقولة. لاختبار الجهاز الطرفي ("اليد") ومدور الكوع والمعصم، تم إجراء اختبار مشابك الغسيل للمريض، حيث طُلب منه التقاط مشابك الغسيل من شريط أفقي، وتدويرها، ثم وضعها على شريط عمودي أعلى. تم تسجيل الوقت المستغرق لنقل 3 مشابك غسيل. تم تكرار كلا الاختبارين ثلاث مرات. أظهرت النتائج الكمية أن الطرف الاصطناعي الكهربائي العضلي كان أفضل بنسبة 246% (حرك 2.46 مرة المزيد من الكتل) في اختبار الصندوق والكتل، وأفضل بنسبة 26.3% (استخدم 26.3% وقتًا أقل في تحريك مشابك الملابس) في اختبار مشابك الملابس.
تم أيضًا إنشاء طرف اصطناعي تجريبي سداسي المحركات. الميزة الأكثر لفتًا للانتباه في إعادة العصب المستهدف مقارنة بالأطراف الاصطناعية الكهربائية التقليدية هي قدرتها على توفير إشارات متعددة للتحكم في وظائف متعددة في وقت واحد. على الرغم من أنه يمكن استخدام الأطراف الاصطناعية الكهربائية العضلية الحالية بشكل مباشر، إلا أنها مصممة وتهدف إلى التحكم الكهربائي العضلي التقليدي. وبالتالي، فإن الطرف الاصطناعي الوحيد المتوفر تجاريًا يحتوي فقط على جهاز طرفي يعمل بالطاقة (غالبًا ما يكون عبارة عن خطاف)، ودوران المعصم ومرفق يعمل بالطاقة. للاستفادة الكاملة من الإشارات المتعددة التي يوفرها إعادة التنشيط المستهدف، تم إنشاء طرف اصطناعي تجريبي مع مكونات طاقة إضافية: كتف TouchEMAS، ومدور العضد، ويد قادرة على الفتح والإغلاق مع وظيفة ثني/تمديد المعصم. تم التحكم في وظائف الكوع واليد من خلال أربع إشارات نقل عصبية، وتم التحكم في دوران العضد بواسطة EMG من العضلة الظهرية العريضة والدالية. باستخدام هذا الطرف الاصطناعي ذي الستة محركات، يمكن للمريض التحكم في مفاصل متعددة في نفس الوقت وأداء مهام جديدة لا يمكن إنجازها باستخدام أطراف اصطناعية أخرى، مثل الوصول إلى التقاط الأشياء وارتداء قبعة.

## إعادة تنشيط العصب الحسي المستهدف

#### اكتشاف
تم اكتشاف إعادة التنشيط الحسي المستهدف بالصدفة. أثناء دهن صدره بالكحول بعد الجراحة، وصف المريض إحساسًا وكأنه لمس إصبعه الصغير. تفسير هذه الظاهرة هو أنه منذ إزالة الدهون تحت الجلد أثناء الجراحة، أصبح جلد صدره غير عصبي. وبذلك تتجدد الألياف العصبية الواردة من خلال العضلة الصدرية، مما يؤدي إلى إعادة تغذية الجلد فوق العضلة. منذ ذلك الحين، تم رسم خريطة لمناطق العضلة الصدرية لأجزاء من الذراع واليد وفقًا لوصف المريض لأحاسيس اللمس التي شعر بها. عند لمس منطقة معينة من العضلة الصدرية، يصف المريض مكان الطرف الوهمي الذي يشعر بأنه تم لمسه. على سبيل المثال، عندما تم لمس المنطقة الموجودة فوق الحلمة مباشرة، شعر وكأن أحداً يلمس ساعده الأمامي.

#### إجراء جراحي
بناء على هذا الاكتشاف، شرع الفريق في إجراء جراحة نقل الأعصاب بهدف إعادة تغذية التغذية الراجعة الحسية على وجه التحديد. تم إزالة العصب من قطعة الجلد القريبة من العضلة المستهدفة أو فوقها، وبالتالي تم السماح لألياف العصب الوارد بإعادة تعصيب الجلد. في حالة مريضة بُترت ذراعها اليسرى عند عنق العضد، تم قطع العصب الحسي فوق الترقوة، وتم ربط الطرف القريب لمنع التجدد وإعادة العصب، وتم ربط الطرف البعيد من طرف إلى جانب العصب الزندي. تم علاج العصب الجلدي بين الضلوع والعضد بنفس الطريقة، مع ربط الطرف البعيد بالعصب المتوسط.
تمت تسمية هذه التقنية باسم "إحساس النقل"، ولديها القدرة على توفير ردود فعل حسية مفيدة، مثل استشعار الضغط، لمساعدة المريض على الحكم على مقدار القوة التي يجب ممارستها.

#### التقييم والنتائج
بعد الجراحة، طُلب من المريض تحديد مناطق الصدر ذات الإحساس الأكثر بروزًا للأصابع الفردية، والتي تم رسمها بعد ذلك على مخطط. تم تحديد خصائص إعادة التنشيط الحسي. يتم قياس اللمس الخفيف من خلال عتبة يتم تحديدها باستخدام خيوط سيمس وينشتاين (أداة قياس الإحساس). تم استخدام مقياس الأعصاب Neurotip لتحديد حساسية الحدة والبهتان في 20 موقعًا موزعة في جميع أنحاء العضلة المستهدفة (الصدر). تم الضغط على شوكة رنانة على النقاط الموجودة على الصدر لتقييم قدرة المريض على اكتشاف الاهتزاز. تم استخدام جهاز تحليل الأعصاب TSA II لتقييم عتبات درجة الحرارة في نقطتين على الصدر. يتم استخدام العضلة الصدرية الأخرى (العادية) للمريض والذراع واليد الطبيعية كعناصر تحكم.
كان المريض قادرًا على إدراك جميع أشكال الإحساس الجلدي. ومع ذلك، بدلاً من استشعار الضغط الطبيعي، شعرت بوخز استجابة للمس جلد الصدر المستهدف. كان أدنى حد يمكن عنده الشعور باللمس الخفيف في العضلة المستهدفة هو 0•4 جم، بينما كان لعضلة الصدر المتحكمة عتبة لمس خفيفة تبلغ 0•16 جم؛ وكانت العتبات أقل من 4 جم في معظم النقاط في المنطقة بينما كان لعضلة الصدر المتحكمة عتبة تبلغ 0.4 جم في مواقعها المقابلة. أظهر صندوق التحكم عتبة أقل بكثير وبالتالي حساسية أعلى. كان المريض قادرًا على تمييز الضغط المتزايد والمتدرج. شعرت بوخز أكبر مع زيادة ضغط الاختبار. وأظهر المريض أيضًا القدرة على إدراك درجة الحرارة. كان متوسط عتبة إدراك البرودة 29•1 درجة مئوية في العضلة المستهدفة، و29•9 °C في عضلة الصدر المسيطرة. كان متوسط عتبة إدراك الدفء 35•2درجة مئوية في العضلة المستهدفة، و34•7 °C في عضلة الصدر المسيطرة. كان المريض قادرًا على التمييز بين المحفزات الحادة والخافتة واكتشاف الاهتزاز في 19 من النقاط العشرين المختارة للاختبار. وقد وصفت المريضة جميع الأحاسيس المذكورة أعلاه بأنها تحدث في يدها الوهمية.

## المخاطر والمضاعفات
مع النجاحات الاستثنائية جاءت بعض المخاطر والإخفاقات. تشمل المخاطر العامة للجراحة، بالإضافة إلى المخاطر القياسية للجراحة، الشلل الدائم للعضلة المستهدفة، وتكرار آلام الأطراف الوهمية، وتطور الأورام العصبية المؤلمة.
مع المريض الأول، لم تكن عملية نقل العصب الزندي ناجحة. لم يتم إعادة تغذية منطقة العضلات كما كان متوقعًا، بل تحولت إلى اللون الأزرق بعد التعبئة، ربما بسبب احتقان الإمداد الوعائي.
النسبة للمرأة التي بُترت ذراعها اليسرى المذكورة أعلاه، عاد ألم الطرف الوهمي لديها بعد الجراحة. على الرغم من أن درجة المرض أقل ويتم حله في غضون أربعة أسابيع، إلا أنه لا يزال يشكل خطرًا كبيرًا لأنه من غير الواضح ما إذا كان سيختفي لدى مرضى آخرين في المستقبل. بالإضافة إلى ذلك، لم تنجح الجراحة مع المريض لأن الإصابات العصبية الشديدة لم يتم اكتشافها إلا أثناء الجراحة.
ويبقى التكهن قائما بشأن ما إذا كانت الأعصاب المنقولة ستبقى على قيد الحياة بشكل دائم.

## البحث والتطوير المستقبلي
انتقل الفريق الآن إلى تجربة مع مبتوري الأطراف عبر العضد (بتر أعلى الكوع)، على أمل أن يؤدي نقل العصب المتوسط في البتر عبر الكعبرة إلى توفير التحكم في الإبهام. وبما أن جميع المرضى السابقين كانوا من مبتوري الأطراف العلوية، فإن الفريق يأمل أيضًا في الانتقال إلى مبتوري الأطراف السفلية في نهاية المطاف.
يمكن أيضًا تقسيم الأعصاب بشكل أكبر لتوفير إشارات أكثر استقلالية، بحيث يمكن التحكم في المزيد من الوظائف في وقت واحد والحصول على درجات أكبر من الحرية في التحكم في الأطراف الاصطناعية. وقد يؤدي هذا أيضًا إلى تحفيز إنتاج أجهزة اصطناعية أكثر تطورًا مع درجات أكبر من الحرية، مثل الأطراف الاصطناعية التجريبية ذات الستة محركات المذكورة أعلاه.
يمكن أيضًا لإعادة التنشيط المستهدف استخدام أقطاب كهربائية قابلة للزرع لتسجيل إشارات أكثر موضعية من العضلة المستهدفة، بحيث يمكن التخفيف من التداخل العصبي بشكل أكبر.
لا يزال هناك الكثير من العمل الذي يتعين القيام به لنقل التغذية الراجعة الحسية من العضلة المستهدفة المعاد تعصيبها إلى الطرف الاصطناعي الفعلي، أو لبناء أطراف اصطناعية قادرة على توفير المحفزات المناسبة للعضلة المستهدفة المعاد تعصيبها وفقًا للمحفزات الخارجية التي تم تلقيها، بحيث تأتي التغذية الراجعة الحسية للذراع من موضعها المادي الأصلي.
ابتداءً من عام 2016، بدأ مختبر الفيزياء التطبيقية في جامعة جونز هوبكنز العمل مع مريض خضع لإعادة تغذية العضلات المستهدفة والتكامل العظمي لمنفذ التيتانيوم لاختبار وإتقان تصميمه للأطراف الاصطناعية المعيارية الممولة من وكالة مشاريع الأبحاث الدفاعية المتقدمة